# Schumacher College
Le Schumacher College est un institut d'enseignement supérieur britannique. Situé dans le village de Dartington (commune de Totnes) dans le Devon, il a été fondé en 1991 par Satish Kumar et Brian Goodwin (en). Il a pour sujets principaux d'études l’écologie holistique et les pratiques de vie durables.

## Nom
Le nom de l'établissement lui a été donné en référence à Ernst Friedrich Schumacher, économiste ayant popularisé l'expression « Small is beautiful ». Ernst Friedrich Schumacher cherchait par ses travaux à établir une « technologie à visage humain », s'appuyant sur des techniques locales traditionnelles permettant de créer un revenu pour un maximum de gens et ainsi de stimuler  l'économie par le bas.

## Historique
L'université est fondée en 1991 par Satish Kumar et Brian Goodwin (en).
Dès ses débuts, l'établissement noue des liens avec l'université de Plymouth, qui délivre les diplômes universitaires sanctionnant la réussite au Schumacher College,.

## Formations
Le Schumacher College accueille des étudiants de tous âges, provenant de nombreux pays. Les formations longues proposées délivrent des diplômes de Master en science holistique, Master en économie de la transition et Master en horticulture et production durable de nourriture.